# پروپیلیا (مونیخ)

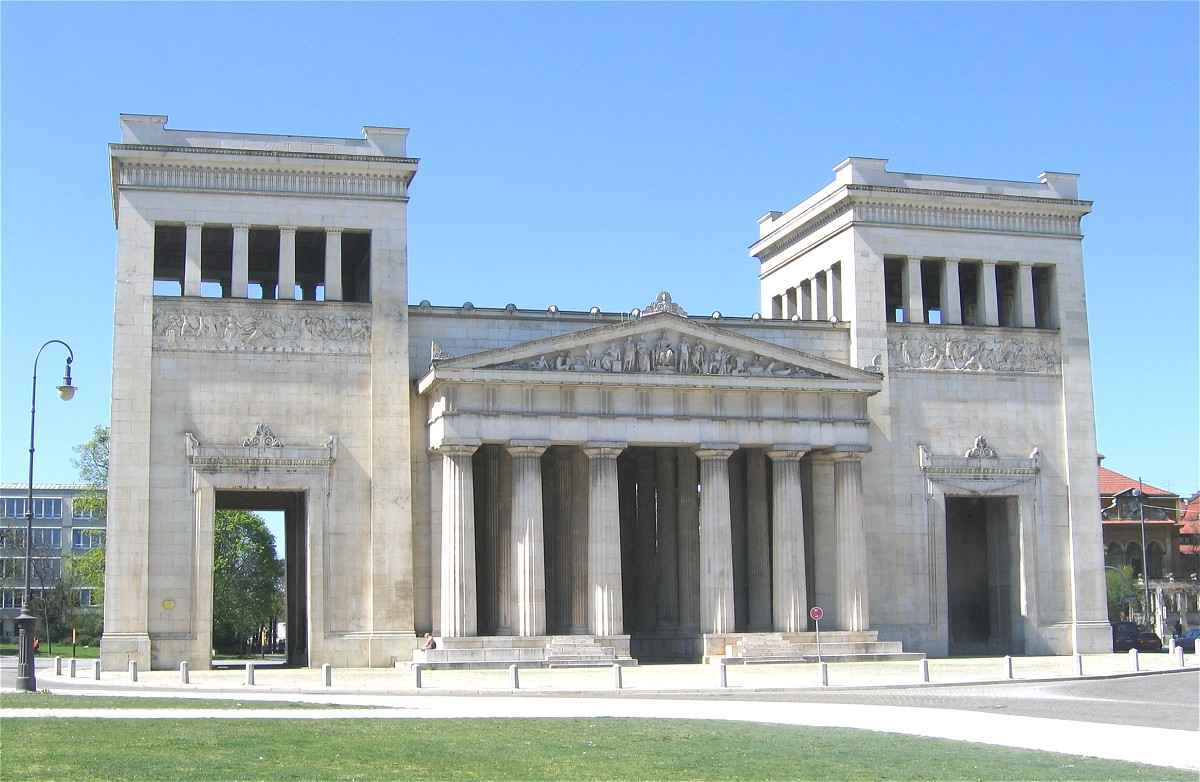
پروپیلیای مونیخ.

پروپیلیا (انگلیسی: Propylaea) دروازه شهر مونیخ در سمت غربی کونینگزپلاتس است. این ساختمان به شیوه دوریک و به دست لئو فن کلنتسه در ۱۸۶۲ ساخته شده و یادآور دروازه تاریخی پروپیلیای آکروپولیس آتن است. این دروازه برای یادبود به تخت نشستن اوتو، شاه یونان فرزند لودویگ یکم ساخته شده است.